# Audiometria tonalna
Audiometria tonalna (ang. Pure Tone Audiometry, PTA) – jedna z najczęściej stosowanych metod subiektywnego badania słuchu. Jej głównym celem jest ocena progu słyszenia, pozwalająca określić rodzaj oraz stopień upośledzenia tego zmysłu. 

## Podstawy badania
W audiometrii tonalnej badanie słuchu polega na pomiarze przy przewodnictwie powietrznym lub kostnym, ubytku słuchu dla tonów sinusoidalnych o różnych częstotliwościach. Wyniki są prezentowane w postaci krzywych – audiogramów, które przedstawiają próg słyszenia. Próg słyszenia jest określany poprzez stopniowe wzmacnianie tonu – metoda wstępująca, lub przez jego osłabienie – metoda zstępująca. Pasmo częstotliwości w jakim przez najmniejszą wartość słyszalnego tonu pozwala się wyznaczyć próg słyszenia utrzymuje się w przedziale od 250 Hz do 8 kHz.

## Procedura badania
Osoba wykonująca badanie (laryngolog, audiolog, wykwalifikowana pielęgniarka, protetyk słuchu, elektroradiolog), zaprasza do specjalnej, wyciszonej kabiny pomiarowej, gdzie badanemu zakładane są słuchawki oraz otrzymuje on tzw. przycisk odpowiedzi. Do ucha podawany jest ton pomiarowy o ściśle określonym natężeniu i częstotliwości. Zadanie pacjenta polega na sygnalizowaniu przez naciśnięcie przycisku, poziomu, przy którym zaczyna słyszeć jakikolwiek dźwięk. Po każdej odpowiedzi oznaczającej zasłyszany dźwięk, osoba badająca zmniejsza głośność. W ten sposób oznaczany jest najcichszy sygnał słyszany przez badanego. Po wykonaniu badania dla jednego ucha, jest ono powtarzane dla ucha przeciwnego.

## Zastosowanie
Za pomocą audiometrów tonu prostego można wykonać najprostsze badania progowe, jak również badania nadprogowe mające na celu sprawdzenie zachowania słuchu przy wyższych poziomach natężenia dźwięku. Bardzo popularny jest pomiar poziomu niewygody UCL, umożliwiający określenie szerokości pola słuchowego. Odmianą tego badania jest skalowanie głośności, które określają psychoakustyczną percepcję dźwięków.
Audiometria tonalna stosowana jest w:
- badaniach przesiewowych (skriningowych);
- badaniach w medycynie pracy;
- diagnostyce laryngologicznej.

## Podział  audiometrów tonu prostego
Audiometry tonu prostego AT (tonalne) można podzielić na trzy rodzaje:
- Audiometry skriningowe
- Audiometry diagnostyczne
- Audiometry kliniczne.

Przedstawiony wyżej podział jest zwyczajowy i dotyczy zakresu przeprowadzanych badań. Oprócz tego norma EN 60645-1 dzieli audiometry ze względu na ich klasy dokładności: I, II, III, IV, podając ich wymagania konstrukcyjne oraz określając dokładność audiometru.